# 京成ドライビングスクール

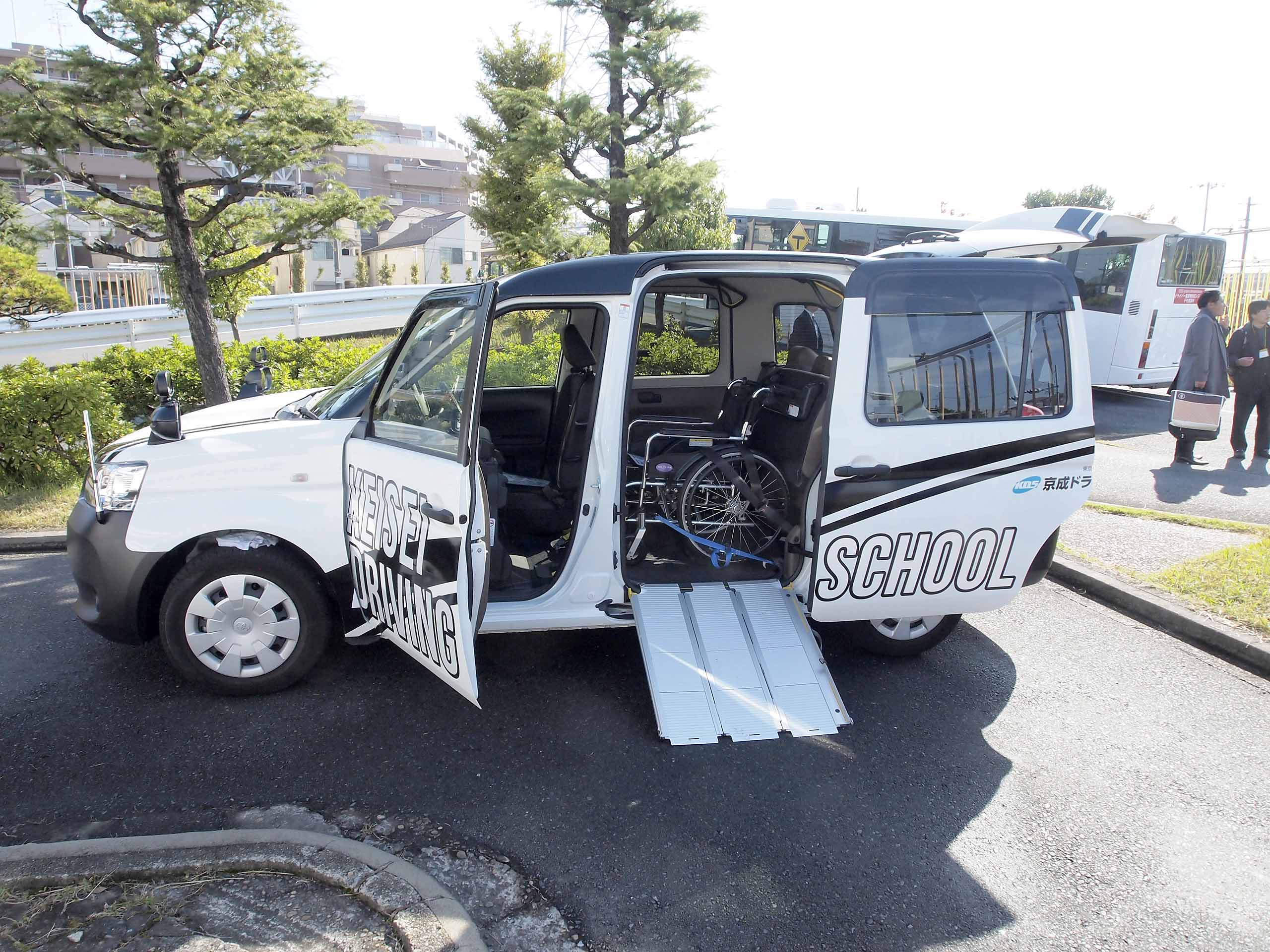
普通自動車第二種免許の教習車
（トヨタ・ジャパンタクシー）

株式会社京成ドライビングスクール（けいせいドライビングスクール）は東京都葛飾区高砂5丁目に本社を置く、東京都公安委員会指定の指定自動車教習所京成ドライビングスクール、および千葉県公安委員会指定の京成ドライビングスクール成田を運営する京成グループの企業である。

## 概要
京成ドライビングスクールは、京成高砂駅近くの京成電鉄高砂検車区の北東に立地する。
京成カードのポイント加算対象、および京成グループ共通優待券の利用対象店舗。

## 沿革
- 1960年（昭和35年）12月 - 株式会社京成自動車学校として設立
- 1961年（昭和36年）4月 - 京成自動車学校[注釈 1]として開校
- 1980年（昭和55年）7月 - 新校舎竣工
- 2000年（平成12年）4月 - 現社名・校名に改組・改称
- 2022年（令和4年）10月1日 - 株式会社成田自動車教習所を合併

## アクセス
- 鉄道
  - 京成高砂駅（徒歩6分）： 京成本線  京成金町線  成田スカイアクセス線  北総線
  - 新柴又駅（徒歩5分）： 北総線

- 無料送迎バス
  - 金町駅・東京理科大学方面
  - お花茶屋・堀切菖蒲園・南千住方面
  - 小岩駅・篠崎公園方面
  - 青砥駅・亀有駅方面
  - 水元・大谷田・アリオ亀有方面

## 休校日
- 年末年始・盆を除き年中無休（ただし、施設点検等で臨時休校することがある）

## その他
- 高速道路運転教習はドライビングシミュレータを使用する。但し二種免許は実車で行い、常磐自動車道の三郷インターチェンジと谷和原インターチェンジの間を往復する。
- 京成グループのバス・タクシー事業者に二種免許取得養成制度で入社した場合、ここで免許取得の教習を受けることが多い。
- 育児中の教習生のために、生後6ヶ月からの託児室を設けている。[2]
- 過去は第一コース・第二コース（主に旧普通免許制度の3段階にあたる教習や無線教習を実施）と二つの構内教習コースが、地下トンネルを隔てて設置されていたが、第二コースが閉鎖され、現在は第一コース（第一という名称も廃止）のみですべての構内教習を行っている。（旧第二コース跡地は京成電鉄が複数棟建設し販売したマンション等の宅地[3]となっており、トンネルも埋め立てられている。模擬踏切近くにある教習車両の営業時間外駐車場に旧第二コースへの道路標示跡が残っている。路上教習の場合この敷地を隔てて一般道に出るが、その前に極めて細い一般道をわずかに横断するため、普通車教習生は仮免許をもっているとはいえ、教習開始前なので、この区間は教習パートナー（教習指導員）が運転することになっている。その後、路上で運転を交代して、教習開始となる。また路上教習から戻ってくる際は、すでに教習中のため教習生が運転して横断する。